# 吉本芭娜娜
吉本芭娜娜（日语：吉本 ばなな，1964年7月24日—），本名吉本真秀子，日本小說家。

## 生平
她的父亲是著名的作家及评论家吉本隆明，姊姊是漫畫家吉本宵子。少女時期最愛看的漫畫是藤子不二雄所畫的「怪物王子」、「Q太郎」，這些作品當中所呈現的幻想世界使得後來成為作家的吉本芭娜娜的作品風格有了極大的影響。到中學為止都很活躍的她，進入高中之後，整個人突然變得很封閉，這段時間裡，她接觸了太宰治及史蒂芬·金的文學作品。曾就读于日本大学艺术学院艺术学部。在校期间，她便开始创作。《月影》作为她的毕业作品得到了藝術學院院長獎。而之后的作品也是她的代表作《厨房》轰动社会，并在很短时间内爆发发行二百余万册，先后获得许多文学大奖，包括海燕新人文学奖、泉镜花奖、艺术选奖等。美、德、意、英、法等十多个国家也纷纷翻译《厨房》。1989年以長篇小說《鶇》一書獲得第二屆山本周五郎獎，並於隔年改編成電影。

## 風格
吉本芭娜娜笔下的青年男女无不敏感忧愁，却又带着浓浓的对生命的依恋，从女性角度而表现出一个细腻積極的世界。在她的世界里死亡是不可避免的，然而怎样从死亡的阴影中走出才是生活的真谛。作品結局大多光明輝亮，提示主角發掘了生存的意義與勇氣，進而讓讀者同感於何以克服生活中不可避免與難以短時間遺忘之情感羈絆，在日本被稱為「治癒系作家」。
芭娜娜的创作生命力极其旺盛，从《厨房》开始一发不可收拾，连续发表了许多作品，连年雄踞日本畅销书榜首，形成吉本芭娜娜现象，成为日本文坛近年来一个灿烂的风景。

## 筆名
吉本芭娜娜將〈廚房〉投稿給文學雜誌《海燕》的時候，取用了「吉本芭娜娜」這個筆名。她特別喜歡紅色的香蕉花，再加上無辨性別和國際籍，又容易記得住才取用「芭娜娜」這個名字。

## 作品

### 小說
| 書名                                                                                   | 出版日期                              | 中譯版                                    |
| -------------------------------------------------------------------------------------- | ------------------------------------- | ----------------------------------------- |
| 廚房 キッチン                                                                          | 1988年1月30日                         | 1989 皇冠 (我愛廚房) 1997 花城 1999 時報  |
| 泡沬／聖域 うたかた／サンクチュアリ                                                    | 1988年8月                             | 泡沬人生 1990 幼獅文化 聖域 1990 幼獅文化 |
| 哀愁的預感 哀しい予感                                                                  | 1988年12月 角川書店 1991 文庫本修訂版 | 1996 時報                                 |
| HOLY (聖夜)                                                                            | 1988年12月1日                         |                                           |
| 鶇 TUGUMI                                                                              | 1989年3月                             | 1989 文經社 1990 林白 2004 時報           |
| 白河夜船                                                                               | 1989年7月                             | 1993 故鄉 2000 時報                       |
| N.P                                                                                    | 1990年12月                            | 1991 皇冠 2002 時報                       |
| 蜥蜴 とかげ                                                                            | 1993年4月                             | 1999 時報                                 |
| 甘露 アムリタ                                                                          | 1994年1月                             | 1999 時報 2008 上海譯文                   |
| 瑪利亞的永夜／峇里夢日記 マリカの永い夜／バリ夢日記                                    | 1994年3月                             |                                           |
| 忠狗的最後戀人 ハチ公の最後の恋人                                                      | 1994年10月                            |                                           |
| SLY                                                                                    | 1996年4月                             |                                           |
| 蜜月旅行 ハネムーン                                                                    | 1997年12月                            | 2001 時報                                 |
| 無情／厄運 ハードボイルド／ハードラック                                                | 1999年4月                             | 2001 時報                                 |
| 不倫與南美 不倫と南米                                                                  | 2000年3月                             | 2004 時報                                 |
| 身體都知道 体は全部知っている                                                          | 2000年9月                             | 2002 時報                                 |
| 雛菊的人生 ひな菊の人生                                                                | 2000年11月                            | 2009 時報                                 |
| 虹                                                                                     | 2002年5月                             | 2005 時報                                 |
| 王國vol.1 仙女座高台 王国 その1 アンドロメダ・ハイツ                                   | 2002年8月                             | 2005 時報                                 |
| 阿根廷婆婆 アルゼンチンババア                                                          | 2002年12月                            | 2007 時報                                 |
| 羽衣 ハゴロモ                                                                          | 2003年1月                             | 2006 時報                                 |
| 月影 ムーンライト・シャドウ                                                            | 2003年7月1日                          |                                           |
| 盡頭的回憶 デッドエンドの思い出                                                        | 2003年7月                             | 2007 時報                                 |
| 王國vol.2 悲痛、失去事物的影子，以及魔法 王国 その2 痛み、失われたものの影、そして魔法 | 2004年1月                             | 2008 時報                                 |
| 海之蓋 海のふた                                                                        | 2004年6月                             |                                           |
| High and dry (初戀) High and dry (はつ恋)                                              | 2004年7月                             |                                           |
| 沒什麼 なんくるない                                                                    | 2004年11月                            |                                           |
| 王國vol.3 祕密的花園 王国 その3 ひみつの花園                                           | 2005年11月25日                        | 2008 時報                                 |
| みずうみ                                                                               | 2005年12月1日                         |                                           |
| イルカ                                                                                 | 2006年3月30日                         |                                           |
| ひとかげ                                                                               | 2006年9月25日                         |                                           |
| チエちゃんと私                                                                         | 2007年1月30日                         |                                           |
| まぼろしハワイ                                                                         | 2007年9月29日                         |                                           |
| サウスポイント                                                                         | 2008年4月25日                         |                                           |
| 彼女について                                                                           | 2008年11月15日                        |                                           |
| 王國vol.4另一個世界 アナザー・ワールド 王国 その4                                      | 2010年5月31日                         | 2011 時報                                 |
| 喂！喂！下北澤 もしもし下北沢                                                          | 2010年9月24日                         | 2012 時報                                 |
| 橡子姐妹 どんぐり姉妹                                                                  | 2010年11月30日                        | 2012 時報                                 |
| 地獄公主漢堡店/莎乐美汉堡店 ジュージュー                                               | 2011年7月15日                         | 2013 時報 2016 上海译文 2024 上海译文     |
| 甜美的來生 スウィート・ヒアアフター                                                    | 2011年11月25日                        | 2013 時報                                 |
| 不再獨自悲傷的夜晚 さきちゃんたちの夜                                                  | 2013年3月29日                         | 2017 時報                                 |
| 千鳥酒館 スナックちどり                                                                | 2013年9月27日                         | 2016 時報                                 |
| 僕たち、恋愛しようか?                                                                  | 2013年10月7日                         |                                           |
| 在花床上午睡 花のベッドでひるねして                                                    | 2013年11月27日                        | 2016 時報                                 |
| 群鳥 鳥たち                                                                            | 2014年10月24日                        | 2018 時報                                 |
| 馬戲團之夜 サーカスナイト                                                              | 2015年1月22日                         | 2018 時報                                 |
| ふなふな船橋                                                                           | 2015年10月7日                         |                                           |
| イヤシノウタ                                                                           | 2016年4月27日                         |                                           |
| 吹上奇譚 第一話 ミミとこだち                                                           | 2017年10月10日                        | 2025 時報                                 |
| 吹上奇譚 第二話 ミミとこだち                                                           | 2019年1月24日                         |                                           |
| 吹上奇譚 第三話 ミミとこだち                                                           | 2020年10月22日                        |                                           |
| 手套與憐憫 ミトンとふびん                                                              | 2021年12月22日                        | 2023 時報                                 |
| 吹上奇譚 第四話 ミミとこだち                                                           | 2022年10月26日                        |                                           |

### 隨筆散文
| 書名                                                    | 出版日期       | 中譯版    |
| ------------------------------------------------------- | -------------- | --------- |
| Pineapudding (鳳梨布丁) パイナツプリン                  | 1989年9月30日  |           |
| Songs From Banana Note (芭娜娜愛唱歌集)                 | 1991年1月      |           |
| 浮生 日々のこと                                         | 1991年12月25日 |           |
| 夢的種種 夢について                                     | 1994年9月9日   |           |
| 食記百味 ごはんのことばかり100話とちょっと              | 2009年12月4日  | 2011 時報 |
| 這樣那樣生活的訣竅 人生のこつあれこれ2012               | 2013           | 2015 時報 |
| 小幸福寶典 小さな幸せ46こ                               | 2015           | 2020 時報 |
| 私と街たち（ほぼ自伝）                                  | 2022           |           |
| 芭娜娜日記 ＢＡＮＡＮＡ ＤＩＡＲＹ 2023-2024 生きていく | 2022           |           |

### 對談 / 其他
| 書名                                                                                | 出版日期      | 中譯版         |
| ----------------------------------------------------------------------------------- | ------------- | -------------- |
| FRUITS BASKET (果籃)                                                                | 1990年9月10日 |                |
| 吉本芭娜娜訪談集 吉本ばなな インタビュー集                                          | 1992年3月31日 |                |
| 生命中最重要的一年 だれもの人生の中でとても大切な1年                                | 2012月        | 2015 時報      |
| 惆悵又幸福的粉圓夢 切なくそして幸せな、タピオカの夢                                 | 2018年7月     | 2018年1月 時報 |
| 內在小孩快樂，你才快樂 ウニヒピリのおしゃべり ほんとうの自分を生きるってどんなこと? | 2019年8月     | 2020年8月 時報 |

## 改編電影
- 1989年 《廚房》
- 1990年 《TUGUMI》
- 1997年 《我愛廚房》
- 2007年 《阿根廷婆婆》
- 2015年 《白河夜船》
- 2015年 《海のふた》
- 2019年 《盡頭的回憶》
- 2021年 《月影》

## 獲獎
- 1987年 第六屆海燕新人文學獎 《廚房》
- 1988年 第十六屆泉鏡花文學獎 《月影》
- 1988年 藝術選獎文部大臣新人獎
- 1989年 藝術選獎新人獎 《泡沬／聖域》
- 1989年 第二屆山本周五郎獎 《鶇》
- 1993年 義大利SCANO外國文學獎
- 1995年 紫式部文學獎 《甘露》
- 1996年 義大利Fendissime文學獎（35歲以下部門）
- 1999年 義大利マスケラダルジェント獎文學部門
- 2000年 Bunkamuraドゥマゴ文学獎《不倫與南美》
- 2011年 義大利國際文藝大獎Capri獎

## 引用資料
1. 1 2  .   [2019-01-09]. （原始内容存档于2019-01-09）.
2. ↑  .   [2019-01-09]. （原始内容存档于2019-01-09）.